# Мазама мериоа
Мазама мериоа (Mazama bricenii) е вид бозайник от семейство Еленови (Cervidae). Видът е световно застрашен, със статут Уязвим.

## Разпространение и местообитание
Разпространен е във Венецуела и Колумбия.